# Kilmore Quay
Kilmore Quay (iriska: Cé na Cille Móire) är en ort i republiken Irland.   Den ligger i grevskapet Loch Garman och provinsen Leinster, i den sydöstra delen av landet, 130 km söder om huvudstaden Dublin. Kilmore Quay ligger 1 meter över havet och antalet invånare är 400.
Terrängen runt Kilmore Quay är mycket platt. Havet är nära Kilmore Quay söderut.  Närmaste större samhälle är Rosslare, 17,9 km nordost om Kilmore Quay. 